# Município de Pee Pee
O município de Pee Pee (em inglês: Pee Pee Township) é um município localizado no condado de Pike no estado estadounidense de Ohio. No ano de 2010 tinha uma população de 7.886 habitantes e uma densidade populacional de 94,06 pessoas por km².

## Geografia
O município de Pee Pee encontra-se localizado nas coordenadas 39° 07′ 10″ N, 83° 00′ 57″ O. Segundo o Departamento do Censo dos Estados Unidos, o município tem uma superfície total de 83.84 km², da qual 81.57 km² correspondem a terra firme e (2.71%) 2.27 km² é água.

## Demografia
Segundo o censo de 2010, tinha 7.886 habitantes residindo no município de Pee Pee. A densidade populacional era de 94,06 hab./km². Dos 7.886 habitantes, o município de Pee Pee estava composto pelo 96.59% brancos, o 0.89% eram afroamericanos, o 0.48% eram amerindios, o 0.37% eram asiáticos, o 0.01% eram insulares do Pacífico, o 0.25% eram de outras raças e o 1.41% pertenciam a duas ou mais raças. Do total da população o 0.84% eram hispanos ou latinos de qualquer raça.